# Planck-impulzus
A Planck-impulzus a Max Planck német fizikus által megalkotott természetes egységrendszer impulzusegysége:
{\displaystyle p_{P}=m_{P}c={\frac {\hbar }{ct_{P}}}={\sqrt {\frac {\hbar c^{3}}{G}}}} ≈ 6,52485 kg·m/s
ahol:
mP a Planck-tömeg
c a fénysebesség vákuumban
{\displaystyle \hbar } a redukált Planck-állandó
tP a Planck-idő
G a gravitációs állandó
A Planck-impulzus nagysága – a Planck-energiáéhoz hasonlóan – emberi léptékű, egy könnyű táskával gyalogló ember táskájának impulzusa ebbe a nagyságrendbe esik.

## Lásd még
- Planck-egységek